# Сувалки
Сувалки (пољ. Suwałki) град је у Пољској у Војводству подласком. По подацима из 2012. године број становника у месту је био 69 404.

## Становништво
| 2012.  |
| ------ |
| 69 404 |